# آبشار چروکی
آبشار چروکی (به انگلیسی: Cherokee Falls) آبشاری است که در جورجیا، ایالات متحده آمریکا واقع شده و ارتفاع کلی ریزشگاه آن ۶۰ فوت (۱۸ متر) است.